# Deh-e Jabbeh
Deh-e Jabbeh (persiska: ده جبه, Deh-e Ḩabbeh) är en ort i Iran.   Den ligger i provinsen Khorasan, i den nordöstra delen av landet, 700 km öster om huvudstaden Teheran. Deh-e Jabbeh ligger 1 140 meter över havet och antalet invånare är 103.
Terrängen runt Deh-e Jabbeh är platt. Runt Deh-e Jabbeh är det ganska tätbefolkat, med 56 invånare per kvadratkilometer. Närmaste större samhälle är Nīshābūr, 8,4 km öster om Deh-e Jabbeh. Trakten runt Deh-e Jabbeh består till största delen av jordbruksmark.